# Rudolf Steinbach
Rudolf Steinbach (* 14. April 1903 in Barmen; † 23. Dezember 1966 in Aachen) war ein deutscher Architekt und Hochschullehrer.

## Leben
Steinbach absolvierte die Barmer Kunstgewerbeschule und das Polytechnikum Friedberg, von 1929 bis 1930 war als Gasthörer an der Technischen Hochschule Stuttgart. Danach betätigte er sich als freier Architekt in Heidelberg. Während des Zweiten Weltkriegs war er mit Rudolf Schwarz, Emil Steffann und Alfons Leitl an Wiederaufbauplanungen in Lothringen beteiligt. Nach 1945 wirkte er wieder als freier Architekt in Heidelberg, war Mitarbeiter der von Alfons Leitl herausgegebenen Zeitschrift Baukunst und Werkform und beteiligte sich insbesondere an der dort ausgetragenen, von Rudolf Schwarz ausgelösten Bauhaus Debatte 1953. Von 1951 bis 1966 lehrte Steinbach als Professor und Nachfolger von Otto Gruber Baukonstruktion in der Architekturfakultät der RWTH Aachen; bis zur Berufung von Wolfgang Döring in 1972 leitete Horst Kohl, der Oberassistent und Büropartner von Steinbach, die Baukonstruktionslehre der Architekturabteilung an der RWTH Aachen.

## Werk
Der Schwerpunkt von Steinbachs Tätigkeit lag in Heidelberg und im katholischen Milieu. Er errichtete dort mehrere Wohnhäuser, baute kriegszerstörte Baudenkmale (württembergische Schlösser und Kirchen, Alte Brücke, Abtei Neuburg)  im Sinne einer geschichtsbewussten, lebendigen Denkmalpflege wieder auf und um wie zum Beispiel die kriegszerstörte Kirche Johannisberg (Rheingau), die er von 1946 bis 1951 gemeinsam mit Rudolf Schwarz auf ihren romanischen Ursprung zurückführte. Er wirkte an zahlreichen Kirchenneubauten von Schwarz mit  (St. Albert in Andernach, St. Anna in Düren). Mit Horst Kohl errichtete Steinbach das Gemeindezentrum St. Lambertus in Düsseldorf und die Kirche St. Antonius in Wuppertal-Barmen (Wettbewerb 1960, Fertigstellung 1973); mit Kohl und Gernot Kramer baute er die Feuerwache Aachen, das FIR (Verein): Forschungsinstitut für Rationalisierung der RWTH Aachen (1. Preis im Bauwettbewerb 1953), das Reiffmuseum Aachen (Sitz der Architekturfakultät der RWTH Aachen) um und als ein Bewunderer islamischer Baukunst mit Kramer 1964–1971 die Bilail-Moschee für muslimische Studenten und Studentinnen der RWTH Aachen.
1961 hielt Steinbach den Vortrag Bauen wir für eine Demokratie? auf einer Tagung der Evangelischen Akademie Berlin, den Ulrich Conrads 1969 als Schallplatte 2/Bauwelt Archiv unter dem Titel "Die unendliche Barackei" veröffentlichte und auf der Rückseite mit dem Text "Erinnerungen an Rudolf Steinbach" versah: "(...) Er verstand die Steine. Er sagte, wo sie hinwollten. Seine Anweisungen gingen scheinbar spurlos in Bauwerke ein, oft in die anderer. Er nahm noch ernst, was niemand mehr gelten lassen will als Aufgabe des Architekten: das Aufscheinen-lassen von Schönheit.(...)".
Steinbach war ein maßgeblicher Vertreter der geschichtsbewussten Baugestaltungs- und Werklehre der Aachener Schule, was auch in seiner Würdigung des „verehrten Freundes und Meisters“ Schwarz zum Ausdruck kommt, in dessen Werk er vor allem die „Klarheit“ und „den letzten Verzicht auf überflüssige, uns überlieferte, doch nicht mehr eigene und selbsterlebte Form“ schätzte. Er wohnte im Gartenhaus Mantels, einem Bauwerk des Barockbaumeisters Johann Joseph Couven auf dem Lousberg in Aachen, und schätzte das Wohnen im barocken Grundriss.

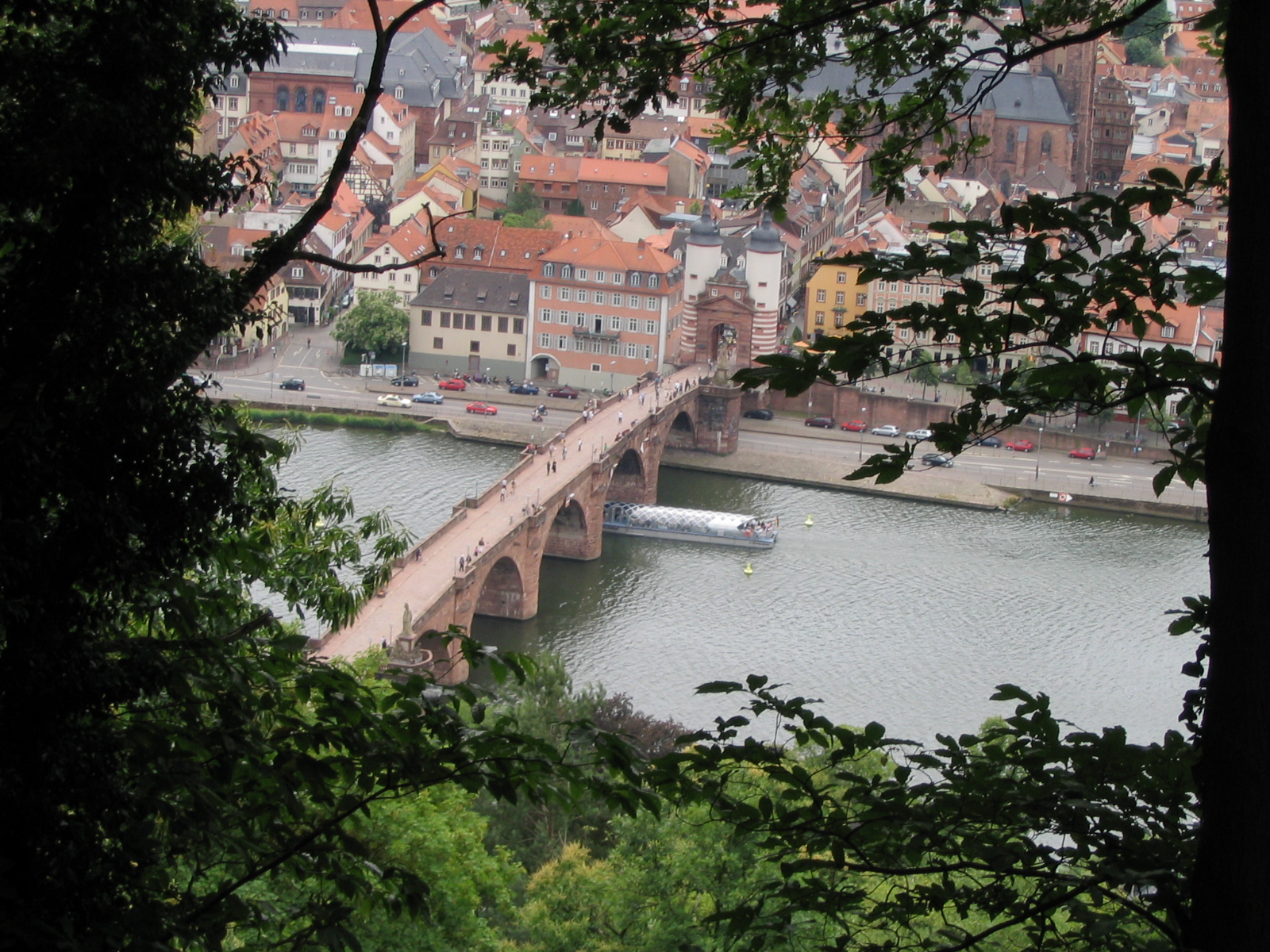
Alte Brücke Heidelberg: Wiederaufbau nach 1945
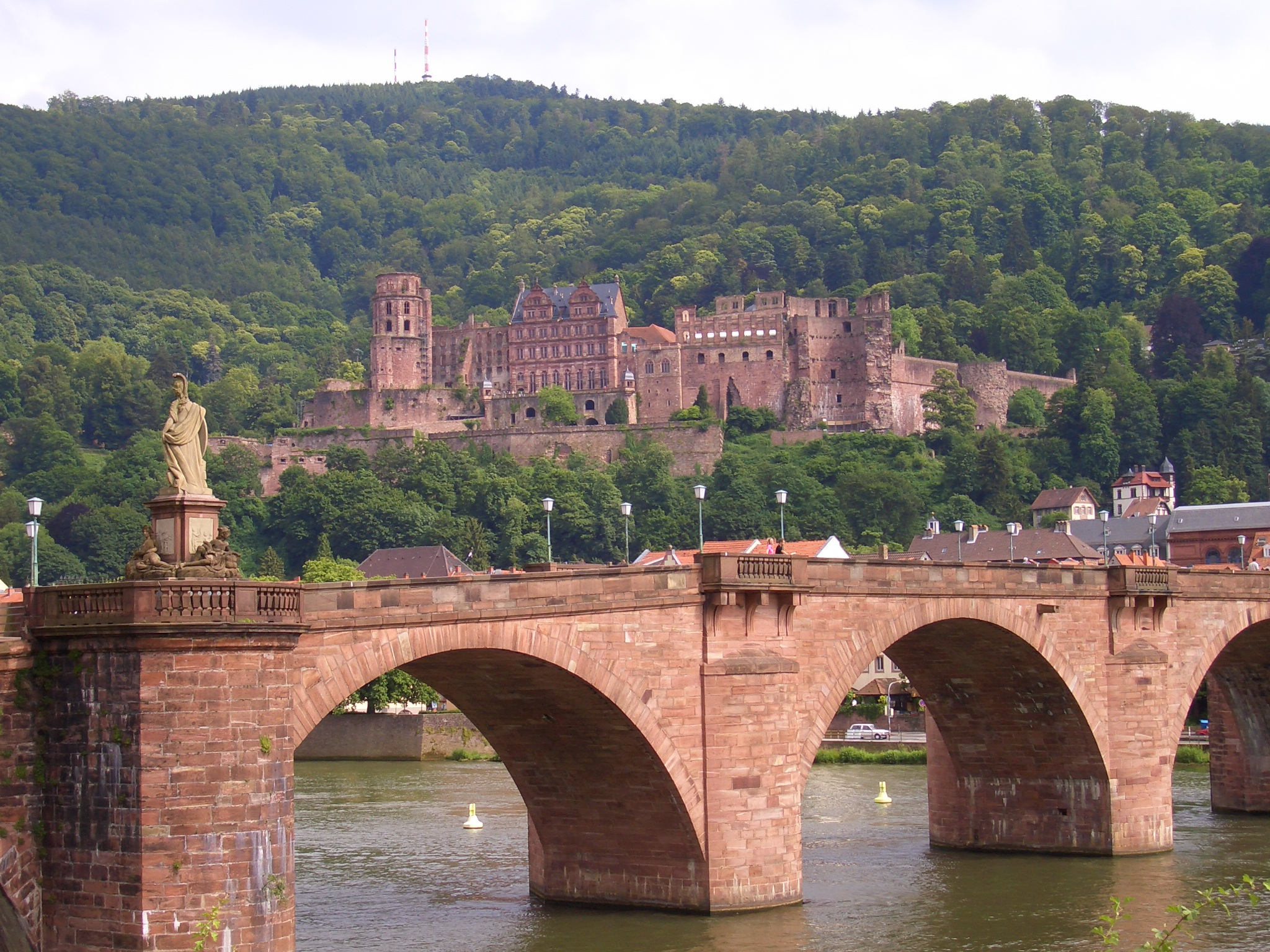
Alte Brücke und Schloss Heidelberg
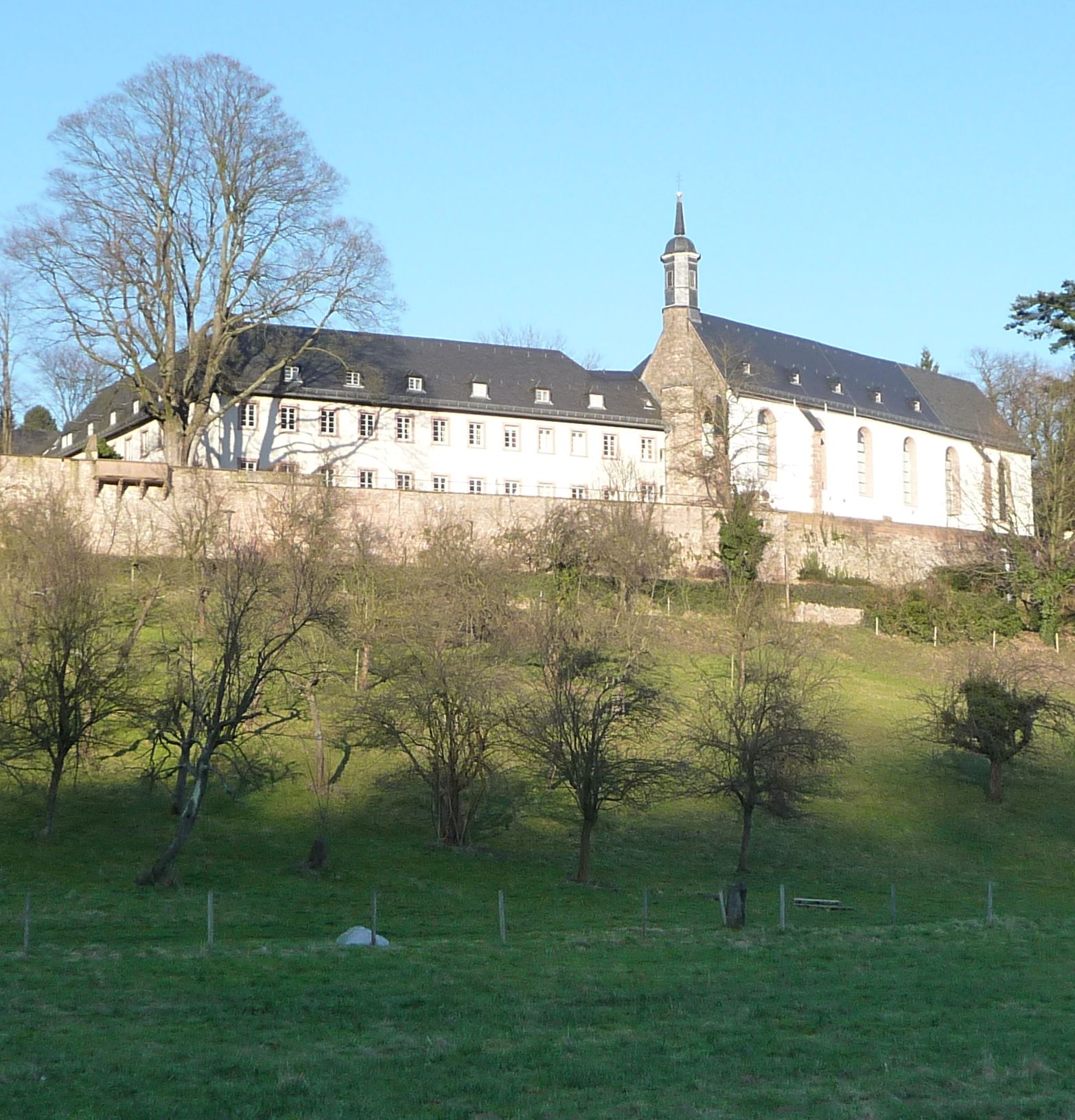
Abtei Neuburg
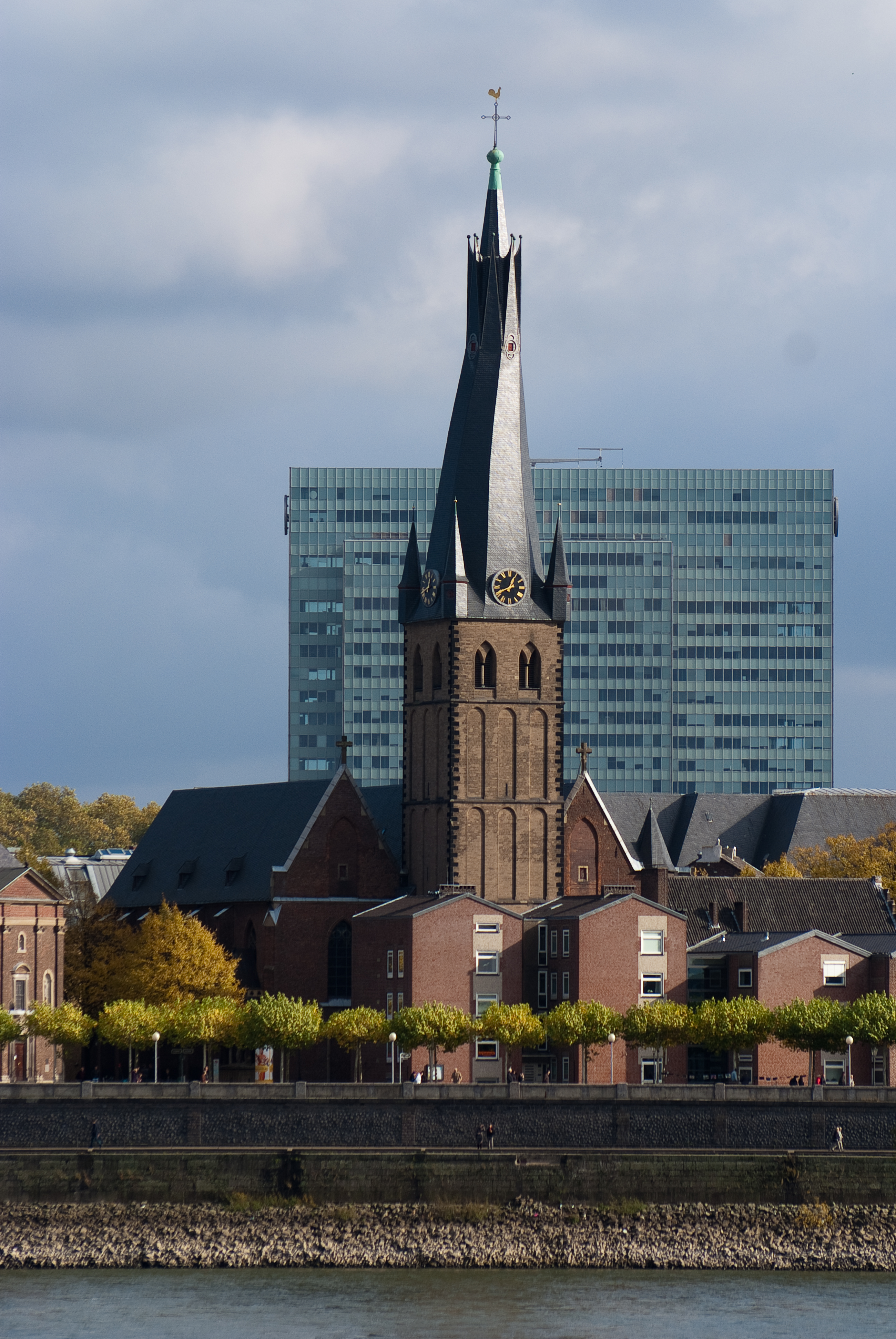
St.Lambertus Düsseldorf mit Gemeindezentrum
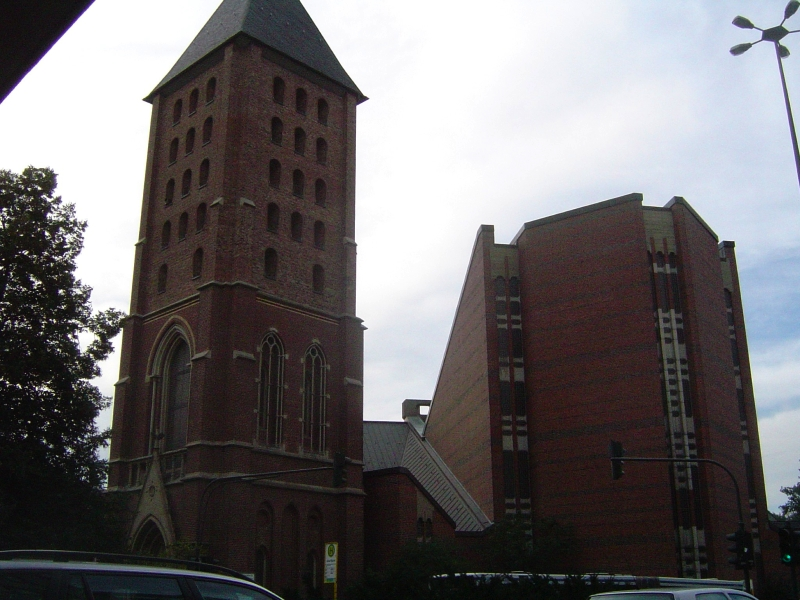
St.Antonius Wuppertal-Barmen
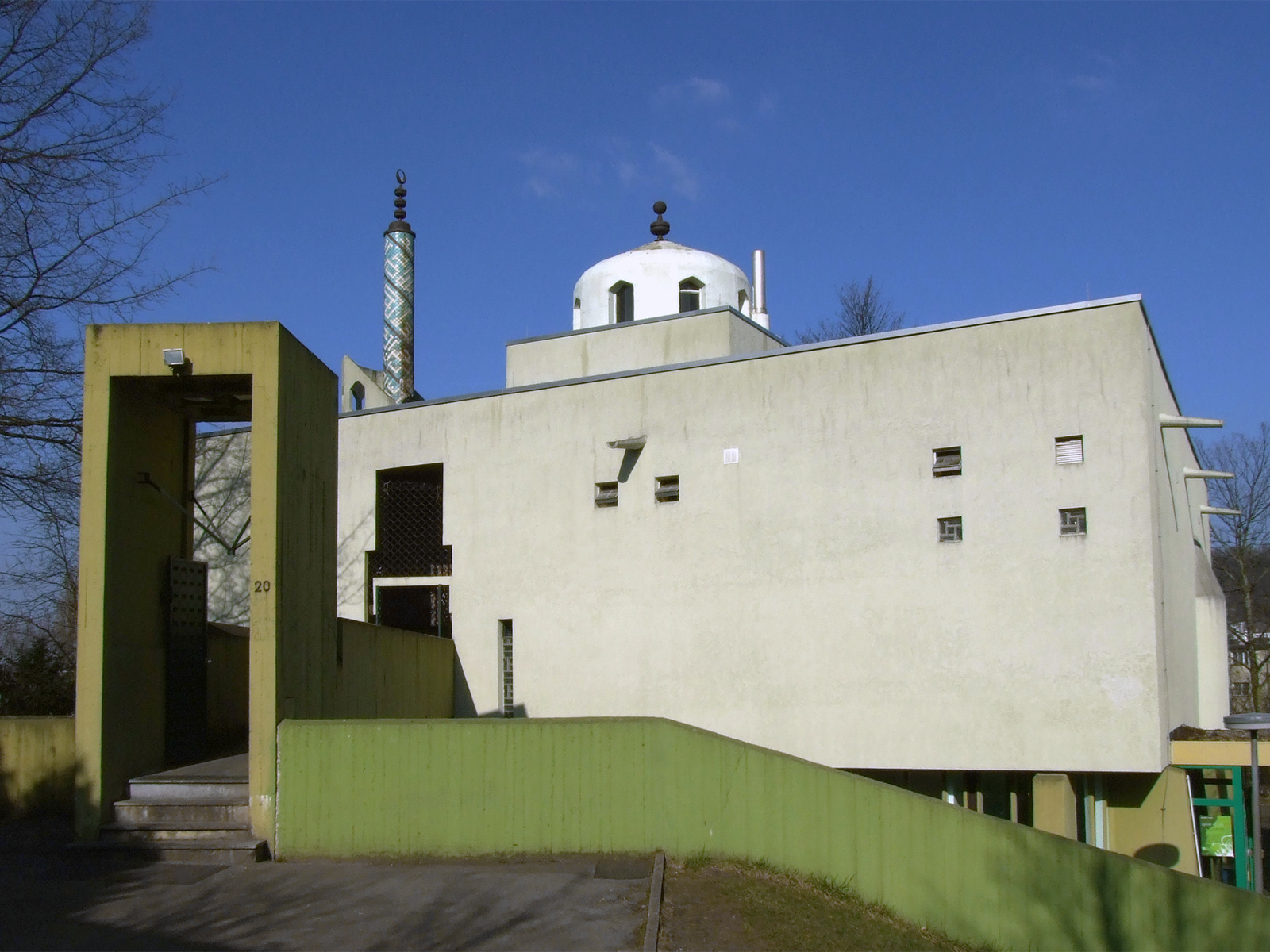
Bilal-Moschee Aachen
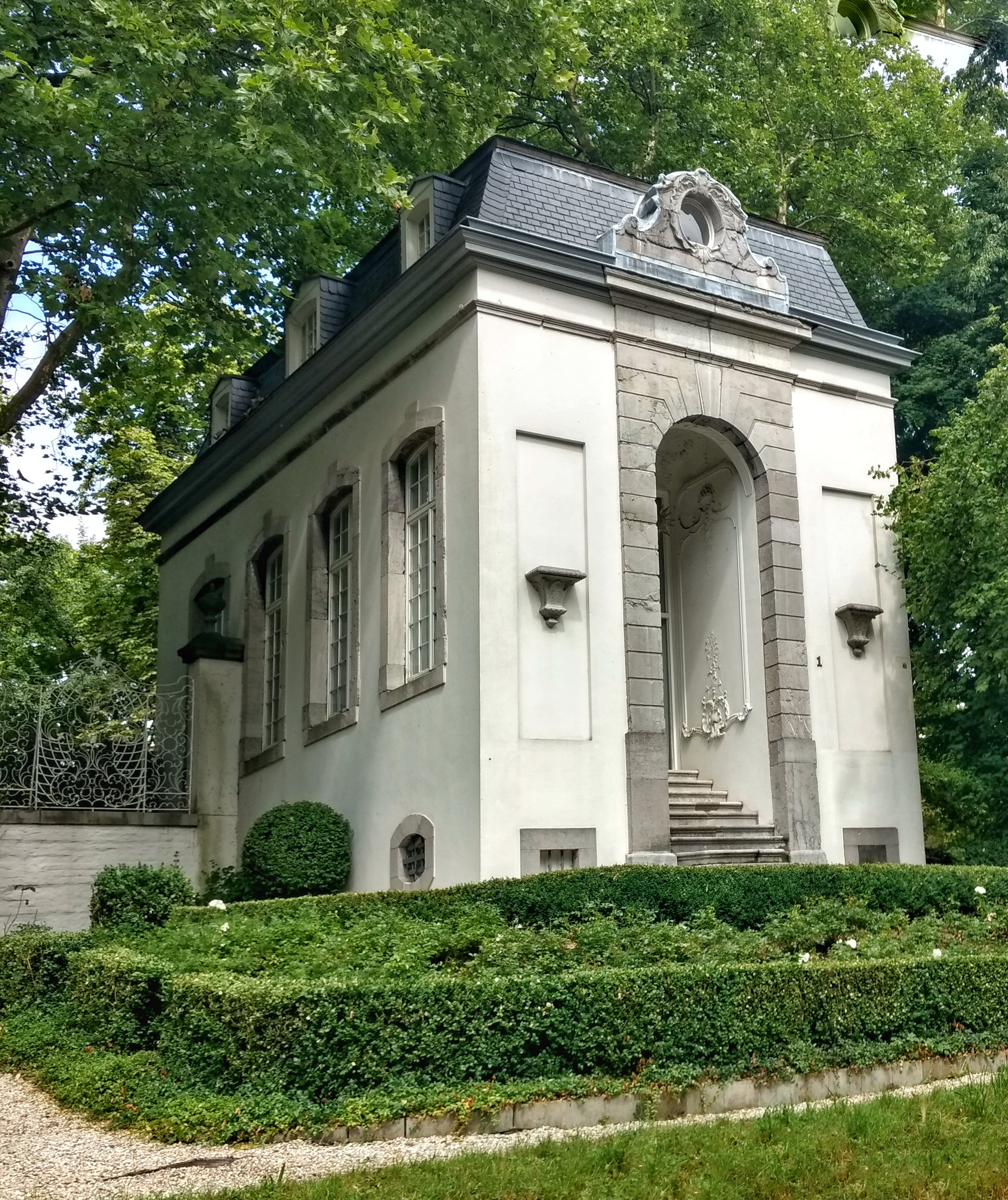
Gartenhaus Mantels Lousberg, Aachen: Wohnstätte von Rudolf Steinbach